# Popillia hirta
Popillia hirta är en skalbaggsart som beskrevs av Lin 1987. Popillia hirta ingår i släktet Popillia och familjen Rutelidae. Inga underarter finns listade i Catalogue of Life.